# Sekou Keita
Sekou Keita Souza, né le 12 décembre 1994 à Conakry (Guinée), est un footballeur international guinéen. Il évolue au poste d'attaquant.

## Biographie

### Débuts en Guinée
Sekou Keita fait ses débuts dans le football au club informel du FC Pas Mal puis est retenu par le Hafia Football Club mais il ne parvient pas à intégrer l'équipe première et décide de rejoindre le Baraka FC. Évoluant principalement avec l'équipe B du club, il s'entraîne alors parfois avec l'effectif de l'Horoya Athlétique Club, qu'il finit par intégrer officiellement.
C'est lors d'un camp d'entrainement organisé à Douala au Cameroun qu'il se fait repérer par des clubs européens. Il s'engage alors à l'Atlético de Madrid.

### Arrivée à Madrid (2011-2015)
De 2011 à 2013, en complément de sa formation à l'Atlético, Sekou Keita passe par l'institut « InterSoccer » de Madrid. Durant cette période, il est également prêté par l'Atlético au club de Fútbol Alcobendas Sport (en) avant de revenir à Madrid. Il y évolue d'abord en équipe de jeunes puis dans l'équipe C, marquant, pour la saison 2013-2014, vingt-huit buts toutes compétitions confondues. À partir de 2014, il joue avec le Athletico Madrid B qui évolue en troisième division, et apparait en coupe d'Espagne avec l'équipe première le 18 décembre 2014 contre L'Hospitalet,,,,.

### Prêt en France à Évian Thonon Gaillard (2015-2016)
En juillet 2015, il est prêté au club français d'Évian Thonon Gaillard qui vient d'être relégué en deuxième division. À noter que Luis Fernandez, son sélectionneur, a été nommé conseiller du président du club quelques semaines avant son transfert. Il débute titulaire dès la deuxième journée de championnat face au Clermont Foot (2-2). Il ne manque ensuite qu'une seule rencontre pour cause de suspension lors des treize premières journées. Sur la phase aller, il est buteur lors des 9e, 10e, 11e, 12e et 17e journées.

### Carrière en sélection nationale
Appelé par Luis Fernandez, il honore sa première sélection en équipe nationale le 6 juin 2015 face au Tchad. Il entre de nouveau en jeu, cette fois contre le Maroc pour sa deuxième sélection en octobre. Au total il totalise sept sélections avec la Guinée.

## Statistiques
| Saison                | Club                         | Championnat           | Championnat | Championnat | Coupe nationale | Coupe nationale | Coupe de la Ligue | Coupe de la Ligue | Guinée | Guinée | Total | Total |
| Saison                | Club                         | Division              | M.          | B.          | M.              | B.              | M.                | B.                | M.     | B.     | M.    | B.    |
| 2011-2012             | Alcobendas Sport (prêt)      | Tercera División      | 15          | 7           | -               | -               | -                 | -                 | -      | -      | 15    | 7     |
| 2013-2014             | Atlético de Madrid C         | Tercera División      | 34          | 8           | -               | -               | -                 | -                 | -      | -      | 34    | 8     |
| 2014-2015             | Atlético de Madrid B         | Segunda División B    | 22          | 4           | -               | -               | -                 | -                 | 2      | 0      | 24    | 4     |
| 2014-2015             | Atlético de Madrid           | Liga                  | -           | -           | 1               | 0               | -                 | -                 | -      | -      | 1     | 0     |
| 2015-2016             | Évian Thonon Gaillard (prêt) | Ligue 2               | 24          | 6           | 3               | 3               | 1                 | 0                 | 5      | 0      | 33    | 9     |
| 2016-2017             | Red Star FC                  | Ligue 2               | 18          | 3           | 2               | 0               | -                 | -                 | -      | -      | 20    | 3     |
| 2017-2018             | Red Star FC                  | National              | 12          | 4           | -               | -               | 3                 | 0                 | -      | -      | 15    | 4     |
| Total sur la carrière | Total sur la carrière        | Total sur la carrière | 125         | 32          | 6               | 3               | 4                 | 0                 | 7      | 0      | 142   | 35    |